# Пирога

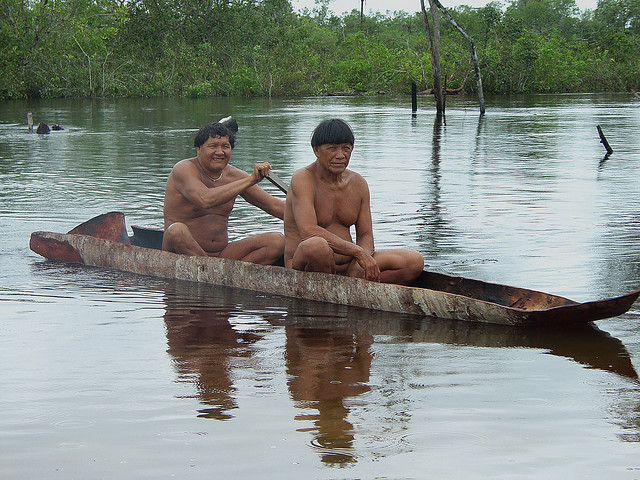
Индейцы карибского племени калапало в пироге из коры. Бразилия

Пиро́га — ставшее традиционным название лодок экзотических народов. Происходит из языка карибов (piraua) и распространилось через испанский. Оно применяется к лодкам самых разных конструкций (долблёным, каркасным, с балансирами-аутригерами), близко по значению терминам «каноэ» и «челнок». Но в русском языке его не принято использовать для обозначения подобных же лодок, местного происхождения, для которых применяются традиционные названия (долблёнка, ботник, бат, оморочка и другие). 
На лодках, которые ассоциируются с пирогами, гребля обычно производится однолопастными вёслами-гребками, без использования уключин. На мореходных судах часто использовались паруса. В настоящее время стали привычными и моторы. Для постройки корпуса также применяются современные материалы.